# Same Govj
La Same Govj (denominata nel tempo anche Ditta Same, Govj Import, Govi Import, Same Govj Import) è stata un'azienda commerciale italiana, specializzata nell'importazione e vendita per corrispondenza.

## Storia
Venne fondata alla fine degli anni sessanta a Milano su ispirazione di altre aziende esistenti negli Stati Uniti finalizzate a importare e vendere per corrispondenza prodotti elettronici, giocattoli, cosmetici, spesso esagerandone le caratteristiche e le funzioni attraverso una campagna pubblicitaria e inserzioni commerciali sulla stampa.
Inizialmente proponeva in vendita oggetti di uso comune come macchine da scrivere portatili tedesche Mayer Ltd. I prodotti in vendita erano inizialmente pubblicizzati su riviste periodiche e fumetti con le immagini degli stessi, ma successivamente furono stampati cataloghi con prodotti della più varia natura come ricetrasmittenti, mangiadischi, proiettori (l'Episcopio Vistarama), calcolatrici da taschino, impianti hi-fi in miniatura, orologi, fucili e pistole giocattolo e altri prodotti di meccanica ed elettronica, oggetti di ottica quali lo "Spyscope Secret" (un cannocchiale minuscolo) e oggetti dalle funzioni particolari come "penna a gas" per neutralizzare le persone, cosmetici come lo "Ercolex il supersviluppatore dei muscoli", una pomata in grado di aumentare la massa muscolare.

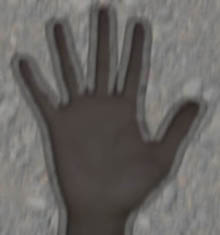
Le "ossa" di una mano viste con gli "occhiali a raggi X"

Molti degli oggetti - quelli per cui l'azienda è essenzialmente ricordata nell'immaginario collettivo - erano in già commercializzati negli USA da Harold von Braunhut, noto per aver depositato una quantità innumerevole di brevetti (quasi fino al termine della propria esistenza), molti dei quali di dubbi utilità, seppure incredibilmente redditizi grazie a una campagna pubblicitaria sui giornali per ragazzi. Celebri fra quelli venduti in Italia furono le buste contenenti le uova di creature denominate "scimmie di mare" (che altro non erano se non esemplari di artemia salina) - già lanciate negli USA nel 1959 come "Instant Life" e rinominate "Sea Monkeys" nel 1962 - oltre agli "occhiali a raggi X", che constavano di una semplice montatura economica munita di lenti di cartone con al centro un buco e una lamina di polistirene o una piuma di gallina: inventati da George MacDonald nel 1906, questi occhiali sfruttavano un semplice effetto ottico dovuto alla rifrazione della luce, tale per cui le ombre sembrano sdoppiarsi, dando l'illusione di vedere le ossa all'interno della mano vista in controluce oppure le forme del corpo sotto ai vestiti, con la cui promessa erano pubblicizzati. Gli stessi slogan contribuivano a fornire agli acquirenti - il target continuava ad essere quello degli adolescenti - un'aspettativa assai distante dalla realtà. Le scimmie di mare venivano descritte come capaci di dare "una vasca di felicità" mentre degli occhiali a raggi X si decantava la possibilità di penetrare oltre gli abiti.
Per sostenere la propria promozione - dato che le vendite avvenivano esclusivamente per corrispondenza - i titolari dell'azienda acquistarono per anni pagine all'interno dei giornali per ragazzi quali Intrepido, Monello, Diabolik, Topolino e Tv Sorrisi e Canzoni.
Durante gli anni ottanta, tentò di estendere il proprio target alla clientela classica delle vendite per corrispondenza, mercato dove avrebbe dovuto competere con aziende come Postalmarket e Vestro, dapprima acquistando ulteriori pagine pubblicitarie, e successivamente stampando veri e propri cataloghi, estendendo il proprio campionario di oggetti per la casa e capi di abbigliamento classici.
L'azienda aveva diverse sedi, una legale e altre commerciali. Nel trentennio della propria esistenza, la si trova a Milano in via Fauchè 1, Via Monviso 13 e Via Algarotti, 4 sempre in Milano, in alcuni casi viene fornito il solo numero di una Casella Postale: 886.
Nei primi anni 2000, l'azienda cessa ogni attività.

## Alcuni dei prodotti in vendita
- Bracciale della salute
- Crema sostitutiva delle esche
- Disegnorama - proiettore di disegni su carta
- Micro macchina fotografica
- Occhiali a raggi X
- Penna Radio
- Pomate per la crescita muscolare
- Scimmie di mare
- Sirena da tasca
- Telescopio in plastica bianca
- Tiro a rete